# Качесово (Омская область)
Качесово — деревня в Муромцевском районе Омской области России. Входит в состав Камышино-Курского сельского поселения .

## История
Основана в 1626 году. В 1928 году состояла из 144 хозяйств, основное население — русские. Центр Качесовского сельсовета Большереченского района Тарского округа Сибирского края.

## Население
| 1926 | 2010 |
| ---- | ---- |
| 654  | ↘217 |